# Lacanobia minor
Lacanobia minor là một loài bướm đêm trong họ Noctuidae.